# Les Débutantes
Les Débutantes est la première pièce de théâtre de Christophe Honoré, publiée en 1998. 
Pièce destinée au jeune public, elle comprend un assez grand nombre de personnages : la sœur aînée, le petit frère, la petite sœur, Béatrice, la grosse, les jumelles, l'attendu - les attendus, l'amoureux - le sauvé, Pierre, la meilleure copine, la serveuse, la copine deux, la copine trois.

## Argument
Un garçon est parti à la recherche de ses parents tandis que ses grandes sœurs sont en pleine adolescence. Elles évoquent entre elles ce qu'elles apprennent des garçons. La pièce repose donc sur l'étude d'un double rapport : le rapport des enfants aux parents disparus et le rapport des jeunes filles aux garçons. Ces deux thèmes se retrouvent d'ailleurs dans d'autres œuvres de l'auteur. Une des sœurs, Béatrice, la seule à avoir un prénom, est plutôt folle et le rôle des attendus est a priori une sorte de fantasme plus ou moins malsain de la jeune fille.

## Analyse
Dans cette pièce, la majorité des rôles sont désignés par une fonction : la petite sœur, le petit frère, l'amoureux… Les personnages ne peuvent donc s'interpréter que par rapport au rôle qu'ils ont au sein de la famille.
Au milieu de la pièce, cette utilisation semble être remise en cause par la meilleure copine qui, dans un monologue émouvant, fait un aparté sur sa vie personnelle.

## Utilisation pour le jeune public
L’intrigue permettant d’aborder les questions liées à l’adolescence, la parole qui est ici donnée aux filles en font une pièce idéale pour le travail en atelier théâtre. 

## Mise en scène
Elle a été créée en 1998 au festival Off d'Avignon. 
En octobre 2003, cette pièce a fait l'objet d'une diffusion sur France Culture, par Christophe Honoré, réalisation Jean Couturier avec Thomas Adam-Garnung.
En mai 2004, elle a été mise en scène par Thomas Adam-Garnung, assisté de Christophe Honoré au festival Frictions, Théâtre Dijon-Bourgogne.